# Oswald von Wolkenstein
Oswald von Wolkenstein (1376 ou 1377, probablement au château de Schöneck à Kiens – 2 août 1445 à Merano) est un chevalier germanique, poète, compositeur et diplomate. Cette dernière fonction lui permit de voyager à travers l’Europe, jusqu’en Géorgie (ce qu’il narra dans Durch Barbarei, Arabia), et lui valut de recevoir l’ordre du Dragon. Il vécut un certain temps à Seis am Schlern.

## Biographie
Oswald  était le fils de Friedrich von Wolkenstein et de Katharina von Villanders. Alors qu’il avait dix ans, Oswald quitta sa famille pour devenir écuyer d’un chevalier errant. Oswald décrira les journées passées pendant ces 14 années dans le chant autobiographique Es fügt sich…, mentionnant des voyages en Crète, en Prusse, en Lituanie, en Crimée, en Turquie, en Terre sainte, en France, en Lombardie et en Espagne, ainsi que son naufrage en mer Noire.
Après le décès de son père en 1399, Oswald revint dans le Tyrol et commença à se quereller avec son frère aîné Michael à cause de leur héritage. En 1401-1402, Oswald participa à la funeste expédition italienne de l’empereur Robert. En 1407 il trouva un arrangement avec son frère afin de partager leur héritage : Oswald recevait un tiers du château d’Hauenstein ainsi que les terres de Seis am Schlern. Les deux autres tiers du château appartenaient à un chevalier nommé Martin Jäger, mais Oswald ne respecta pas ce partage de la propriété, occupa tout le château et s’appropria les revenus de la décime perçus par Jäger. En 1408, en préparant un pèlerinage en Terre Sainte, Oswald paya pour une stèle mémorielle  qui fut installée dans la cathédrale de Brixen. La pierre est toujours présente, et nous montre Oswald dans une tenue de croisé, et avec la longue barbe des pèlerins. Avant de partir, il écrivit de nombreuses chansons pour sa bien-aimée, Anna Hausmann, la femme d’Hans Hausmann, habitant de Brixen. À son retour en 1410 il prit résidence à l’abbaye augustine de Neustift près de Brixen.
En 1414 Oswald se retrouva dans l’entourage de Frédéric IV, duc d’Autriche et comte du Tyrol au concile de Constance (1414-1418); il existe un portrait d’Oswald dans la chronique du concile (peint par Ulrich von Richental). Oswald devint diplomate au service de Sigismond de Luxembourg, empereur du Saint-Empire et roi de Hongrie. Sa première mission diplomatique l’amena en Angleterre, en Écosse et au Portugal, où il participa à la conquête de la ville maure de Ceuta. En 1416 il retrouve l’empereur Sigismond en France et ils revinrent ensemble à Constance.
En 1417 Oswald se maria avec Margarete von Schwangau, avec laquelle il eut sept enfants. À la fin de cette année il retourna au Tyrol, afin de rejoindre l’Elefantenbund, une alliance d’aristocrates combattant Frédéric IV, qui avait été banni par l’empereur Sigismond pour avoir participé à la fuite de l’antipape Jean XXIII pendant le concile de Constance. Avec l’aide de la population locale, en particulier les paysans, Frédéric put résister à l’empereur et aux nobles et à partir de 1418 Frédéric poursuivit ses ennemis au cœur du Tyrol. En septembre 1421 Oswald fut attiré par Anna Hausmann dans une embuscade et capturé par Martin Jäger, qui emmena Oswald à Innsbruck et le livra au comte Frédéric. En mars 1422 Frédéric, en échange d’une caution de 6 000 ducats et d’un serment de renoncement à toute vengeance, libéra Oswald pour une durée de 5 mois, pendant laquelle Oswald devait solder ses dettes avec Martin Jäger et d’autres nobles. Oswald ne réussit pas à  s’entendre avec ses ennemis et ne se présenta pas au château de Tyrol le 24 août 1422, préférant rejoindre la Hongrie, où il retrouva l’empereur Sigismond. Ensemble ils relancèrent la guerre contre Frédéric. La guerre commença à cause du frère d’Oswald Michael qui écrit à Frédéric le 5 septembre 1422 : « Maintenant je veux être votre ennemi et m’allier avec vos ennemis. »
En 1423 le point culminant des hostilités fut le siège du château de Greifenstein, dans lequel Oswald et tous ses frères se trouvaient. Le siège fut levé en novembre 1423 grâce à une sortie victorieuse. Mais à cause des citadins et des paysans du Tyrol et de l’évêque de Brixen (soutenant le comte Frédéric), la plupart des nobles, dont les frères d’Oswald, se rendirent le 27 décembre 1423. Quelques nobles préférèrent poursuivre le combat. Les plus importants étaient : Hans von Villanders, les frères Ulrich et Wilhelm von Starkenberg, qui défendirent avec succès le château de Greifenstein dans les années suivantes, et Oswald, qui fut le dernier à se rendre.
En 1424 les hostilités s’apaisèrent et Oswald demanda au monastère de Neustift d’écrire un manuscrit de ses chansons. La quiétude de cette année était due au nouveau Binger Kurverein (Alliance de Bingen) réunissant les Kurfürsten contre Sigismond, qui ne pouvait pas mener trois guerres en même temps : celle prévue contre Frédéric, celle se préparant contre le Kurverein et celle continuant contre les Hussites. Le 17 février 1425, l’empereur et le comte signèrent la paix au château d’Hornstein ; Oswald était présent.
Quand Oswald revint dans le Tyrol, il se trouva totalement démuni. Le comte Frédéric le relançait pour le paiement des 6 000 ducats. Oswald essaya en vain d’échapper à cette caution, et s’enfuit du Tyrol. En 1425 il résida au château de Neuhaus (de) près de Gais, qui à cette époque ne faisait pas encore partie du comté de Tyrol, mais appartenait au comté de Goritz. Frédéric tira immédiatement profit de la paix avec l’empereur Sigismond pour reprendre le siège du château de Greifenstein.
Après la capitulation de Wilhelm von Starkenberg le 26 novembre 1426, Oswald était le seul noble encore en conflit avec Frédéric, et fut convoqué au Landtag à Bozen. Oswald quitta à nouveau le Tyrol, mais fut rapidement découvert. Il fut arrêté près de Wasserburg sur le lac de Constance, ramené au Tyrol, et emprisonné au château de Vellenberg (de) (qui devint le château de Sonnenburg) à Innsbruck. Oswald était désormais contraint d’accepter la paix du comte Frédéric, qui le força à payer des dédommagements à Martin Jäger en compensation des dîmes volées, mais l’autorisa à prendre pleine possession du château d’Hauenstein et de ses terres. De plus, Oswald dut jurer d’éviter tout contact avec des nobles hors du Tyrol sans autorisation de Frédéric.
En 1428, Oswald brisa son serment et se rendit à Heidelberg pour rencontrer le prince-électeur Louis du Palatinat, l’archevêque de Cologne, le comte Thierry II de Moers et le duc Adolphe Ier de Juliers, avec le but d’obtenir le soutien de la Sainte-Vehme dans une querelle avec son cousin Hans von Villanders, qui devait 2 200 ducats à Oswald. Là-bas, Oswald s’immisça dans une rixe entre le Domkapitel de Brixen et le nouveau prince-évêque de Brixen, Ulrich Putsch, qui était un ami de Martin Jäger, un proche du comte Frédéric, et devait devenir évêque chancelier du comté du Tyrol. L’affaire culmina le 30 octobre 1429 avec une expédition soutenue par Frédéric et menée par Oswald contre l’évêque, qui fut battu publiquement par Oswald alors qu’il était son prisonnier. Initialement l’empereur Sigismond soutint Oswald, mais quand ils furent informé de cette dispute par l’autre camp, Sigismond et Frédéric changèrent de camp et réinstallèrent l’évêque dans ses prérogatives.
En 1430 l’empereur Sigismond convoqua les nobles du Saint-Empire à une Diète d'Empire (Reichstag) dans la ville de Nuremberg. Oswald quitta immédiatement le Tyrol pour rejoindre l’Empereur, qui au lieu d’aller directement à Nuremberg fit un détour de deux mois dans les villes d’Überlingen et de Constance pour célébrer Noël. Pendant cette période, Oswald écrit de nombreuses chansons aux thèmes érotiques- la plus célèbre étant Ain Graserin (KL 76 ; à propos d’une serveuse se baignant, et dont la chevelure frisée entre ses jambes poussa un homme à la violer à cet endroit). À Nuremberg, Oswald devint membre de premier rang de l’ordre du Dragon – rang que l’empereur Sigismond n’accordait qu’à une douzaine de nobles. Avec cet honneur vint l’obligation de prendre part la désastreuse expédition de Sigismond contre les Hussites en Bohème en 1431 (voir aussi Guerres hussites). Oswald fut présent lors de la déroute massive des 130 000 Impériaux le 14 août 1431 quand à la bataille de Domažlice toute l’armée impériale paniqua à la vue de 50 000 Hussites s'approchant en chantant.
Sigismond renvoya Oswald dans le Tyrol pour préparer le comté à une éventuelle invasion de l’Empire par les Hussites et invita les Hussites au concile de Bâle afin de négocier. Sigismond alla à Milan puis à Piacenza sous le prétexte de devoir aller à Rome pour être couronné empereur. Pendant cette période Oswald commanda au monastère de Neustift d’écrire un second manuscrit de ses œuvres. Sigismond l’appela à Piacenza et Oswald obéit. Ce voyage désagréable lui inspira la complainte Wer die ougen vil verschüren, qu’il écrivit sur une mélodie française. En mai de la même année, Oswald fut envoyé par Sigismond à Bâle. Après plus d’un an de négociations, Sigismond fut couronné empereur du Saint-Empire le 31 mai 1433 par le pape Eugène IV, Oswald assistant probablement à cet événement.
Les années suivantes, la vie d’Oswald fut moins mouvementée, et presque aucun combat ou querelle n’est rapporté. Ceci changea avec le décès du comte Frédéric le 24 juin 1439. Comme l’héritier Sigismond n’avait que douze ans, un gardien devait être nommé avant la majorité de Sigismond. Le Landstände du Tyrol choisit l’oncle de Sigismond, Frédéric V d’Autriche. Les contrats furent remis au soin d’Oswald. Oswald utilisa l’opportunité de solliciter l’aide de Frédéric V dans son conflit légal durant depuis 18 ans avec Hans von Villanders.
Quand la minorité de Sigismond prit fin le 25 juillet 1443, Frédéric, devenu l’Empereur Frédéric III du Saint-Empire romain germanique, décida de la prolonger de six ans. Le Landstände du Tyrol lança une révolte ouverte. Oswald devint un des cinq commandants militaires et était chargé de la défense de la plus importante des positions, le Mühlbacher Klause (Forteresse de Mühlbach), qui bloquait la voie d’invasion la plus évidente depuis la Styrie, où l’Empereur Frédéric résidait. Les villes de Meran et de Bozen offrirent des fonds et des troupes pour renforcer la forteresse, ainsi que les autres passes permettant de rentrer au Tyrol. Dès que la ville de Trente soutint l’empereur, une armée de 3 000 hommes fut envoyée pour assiéger Mühlbach. Le 10 décembre, une délégation tyrolienne arriva à Graz pour demander la libération de Sigismond et le retour du trésor du comté, pris par Frédéric en 1440. Frédéric refusa et reprit la guerre. Les Tyroliens répondirent par le sac de Trente et élurent Johann Röttel comme nouvel évêque le 4 janvier 1440. La première déclaration de Röttel fut de soutenir totalement le Landstände contre l’Empereur. Oswald était un des électeurs  et le principal instigateur de cette élection. La nouvelle session du Landstände commença à Meran le 16 mai 1445, et il était maintenant clair que Frédéric n’attaquerait plus, les choix devaient être faits concernant les modalités de retour de Sigismond dans le Tyrol.
Oswald décéda le 2 août 1445 à Meran, succombant à une forte vague de chaleur. Ses charges furent reprises par Ulrich von Matsch. Son corps fut amené au monastère de Neustift (Vahrn) et fut enterré près des fonts baptismaux dans l’église du monastère, où sa tombe fut redécouverte en 1973.
Les poèmes d’Oswald sont conservés dans trois manuscrits :
– MS A (Vienne), 42 chansons écrites en 1425, addition de 66 poèmes datant de 1427-1436 ;
– MS B (Innsbruck): 1432 ;
– MS C (Innsbruck-Trostburg): 1450, copie du B.
Les manuscrits A et B ont été écrits sous la supervision d’Oswald, et contiennent tous des portraits, ceux-ci étant les portraits les plus anciens d’un auteur allemand.

## Hommages
- (8316) Wolkenstein, astéroïde nommé en son honneur[1].